# Куробанэ (княжество)
Княжество Куробанэ (яп. 黒羽藩 Куробанэ-хан) — феодальное княжество (хан) в Японии периода Эдо (1596—1871). Куробанэ-хан располагался в провинции Симоцукэ (современная префектура Тотиги) на острове Хонсю.

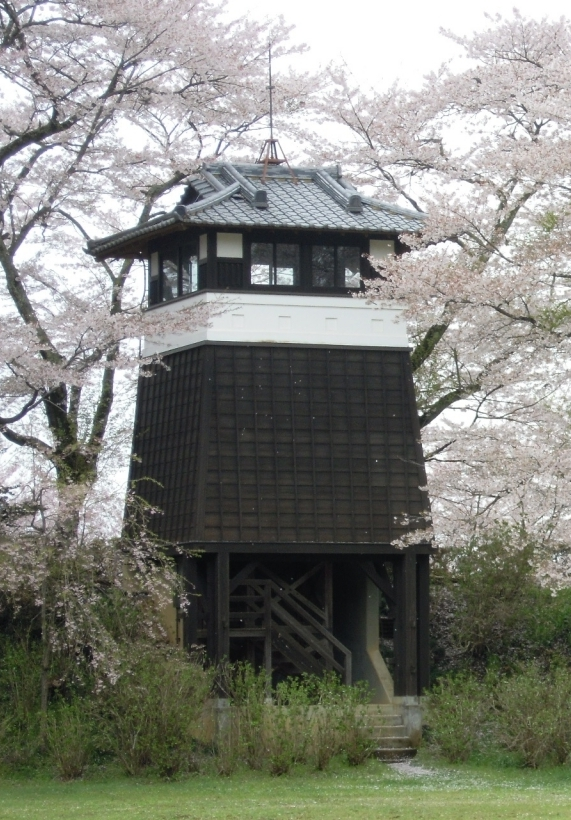
Реконструированная ягура в парке замка Куробанэ, город Отавара, префектура Тотиги

Административный центр хана: Куробанэ in’ya в провинции Симоцукэ (современный город Отавара, префектура Тотиги). Княжество управлялось самурайским кланом Одзэки (тодзама-даймё).

## История
Токугава Иэясу, получивший в 1590 году регион Канто, в 1596 году пожаловал поместье в провинции Симоцукэ (13 000 коку) во владение Одзэки Тадамасу (1527—1598), главе одного из семи ведущих самурайских родов этого района. Его сын, Одзэки Сукэмасу (1576—1607), вёл арьергардные бои против клана Уэсуги во время битвы при Сэкигахаре, был утвержден в качестве даймё Куробанэ-хана, его доход был увеличен до 20 000 коку.
Хотя резиденция Куробанэ-хана была оформлена как jin’ya (укрепленный дом), он был построен на территории бывшего замка Куробанэ, который был расположен на 50-метровой возвышенности, со рвами, земляными валами и башнями (ягурами). Одзэки Масутика, 4-й даймё Куробанэ-хана, выделил каждому из двух младших братьев удел по 1000 коку. Одзэки Масухиро, 15-й даймё Куробанэ-хана, занимал ряд важных должностей в период Бакумацу сёгуната Токугава, в том числе кайгун бугё и вакадосиёри. Он также снабдил воинский контингент княжества винтовками Спенсера и западными военными технологиями. Одзэки Масутоси, последний (16-й) даймё Куробанэ-хана, во время Войны Босин сражался на стороне Союза Саттё и участвовал в битве при Айдзу.
В июле 1871 года после административно-политической реформы Куробанэ-хан был ликвидирован и включен в состав префектуры Тотиги.
Согласно переписи 1870 года, в Куробанэ-хане проживало 19 493 человека в 3 666 домохозяйствах, из которых 1 937 самураев в 638 домохозяйствах.

## Список даймё
| #                              | Имя и годы жизни                            | Годы правления | Титул                     | Ранг                     | Кокудара              |
| ------------------------------ | ------------------------------------------- | -------------- | ------------------------- | ------------------------ | --------------------- |
| Род Одзэки (тодзама) 1596—1871 |                                             |                |                           |                          |                       |
| 1                              | Одзэки Сукэмасу (1576-1607) (яп. 大関資増)  | 1596-1605      | неизвестно                | неизвестно               | 20,000 коку           |
| 2                              | Одзэки Масамасу (1591-1616) (яп. 大関政増)  | 1606-1615      | неизвестно                | неизвестно               | 20,000 коку           |
| 3                              | Одзэки Такамасу (1611-1646) (яп. 大関高増)  | 1616-1646      | Тоса-но-ками (土佐守)     | Пятый нижний (従五位下)  | 20,000 коку           |
| 4                              | Одзэки Масутика (1635-1662) (яп. 大関増親)  | 1646-1662      | Тоса-но-ками(土佐守)      | Пятый нижний (従五 位下) | 20,000 -> 18,000 коку |
| 5                              | Одзэки Масунага (1639-1688) (яп. 大関増栄)  | 1662-1688      | Синано-но-ками(信濃守)    | Пятый нижний (従五 位下) | 18,000 коку           |
| 6                              | Одзэки Масуцунэ (1687-1759) (яп. 大関増恒)  | 1688-1738      | Синано-но-ками (信濃守)   | Пятый нижний (従五 位下) | 18,000 коку           |
| 7                              | Одзэки Масуоки (1709-1770) (яп. 大関増興)   | 1738-1763      | Иё-но-ками (伊予守)       | Пятый нижний (従五 位下) | 18,000 коку           |
| 8                              | Одзэки Масумото (1733-1764) (яп. 大関増備)  | 1763-1764      | Инаба-но-ками (因幡守)    | Пятый нижний (従五 位下) | 18,000 коку           |
| 9                              | Одзэки Масусукэ (1760-1807) (яп. 大関増輔)  | 1764-1802      | Иё-но-ками (伊予守)       | Пятый нижний (従五 位下) | 18,000 коку           |
| 10                             | Одзэки Масухару (1784-1814) (яп. 大関増陽)  | 1802-1811      | Мимасаку-но-ками (美作守) | Пятый нижний (従五 位下) | 18,000 коку           |
| 11                             | Одзэки Масунари (1781-1845) (яп. 大関増業)  | 1811-1824      | Тоса-но-ками (土佐守)     | Пятый нижний (従五 位下) | 18,000 коку           |
| 12                             | Одзэки Масунори (1811-1866) (яп. 大関増儀)  | 1824-1848      | Иё-но-ками (伊予守)       | Пятый нижний (従五位下)  | 18,000 коку           |
| 13                             | Одзэки Масуакира (1834-1856) (яп. 大関増昭) | 1848-1856      | Синано-но-ками (信濃守)   | Пятый нижний (従五 位下) | 18,000 коку           |
| 14                             | Одзэки Масуёси (1839-1915) (яп. 大関増徳)   | 1856-1861      | Ното-но-ками (能登守)     | Пятый нижний (従五 位下) | 18,000 коку           |
| 15                             | Одзэки Масухиро (1838-1868) (яп. 大関増裕)  | 1861-1867      | Хиго-но-ками (肥後守)     | Пятый нижний (従五 位下) | 18,000 коку           |
| 16                             | Одзэки Масутоси (1849-1905) (яп. 大関増勤)  | 1867-1871      | Мимасаку-но-ками (美作守) | Пятый нижний (従五 位下) | 18,000 коку           |

## Галерея

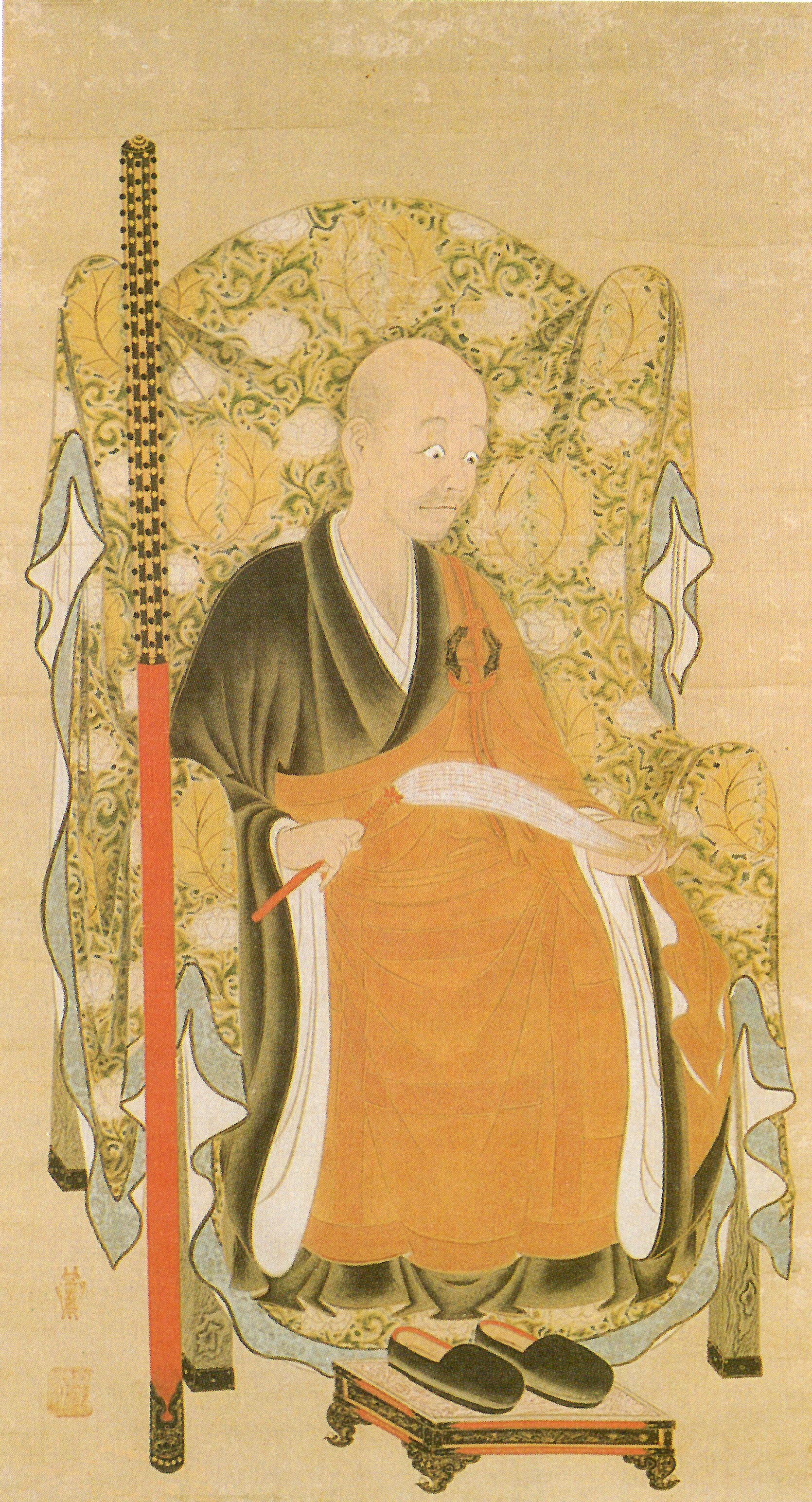
Одзэки Такамасу (1527—1598), отец 1-го даймё Куробанэ-хана
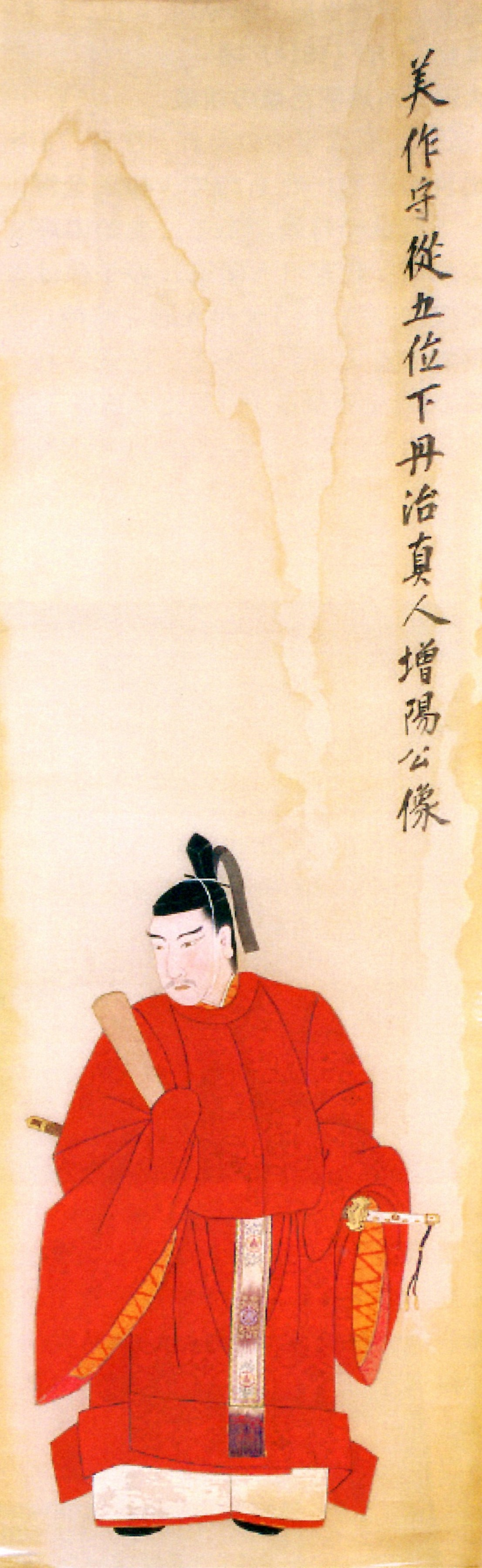
Одзэки Масухару, 10-й даймё Куробанэ-хана (1802—1811)
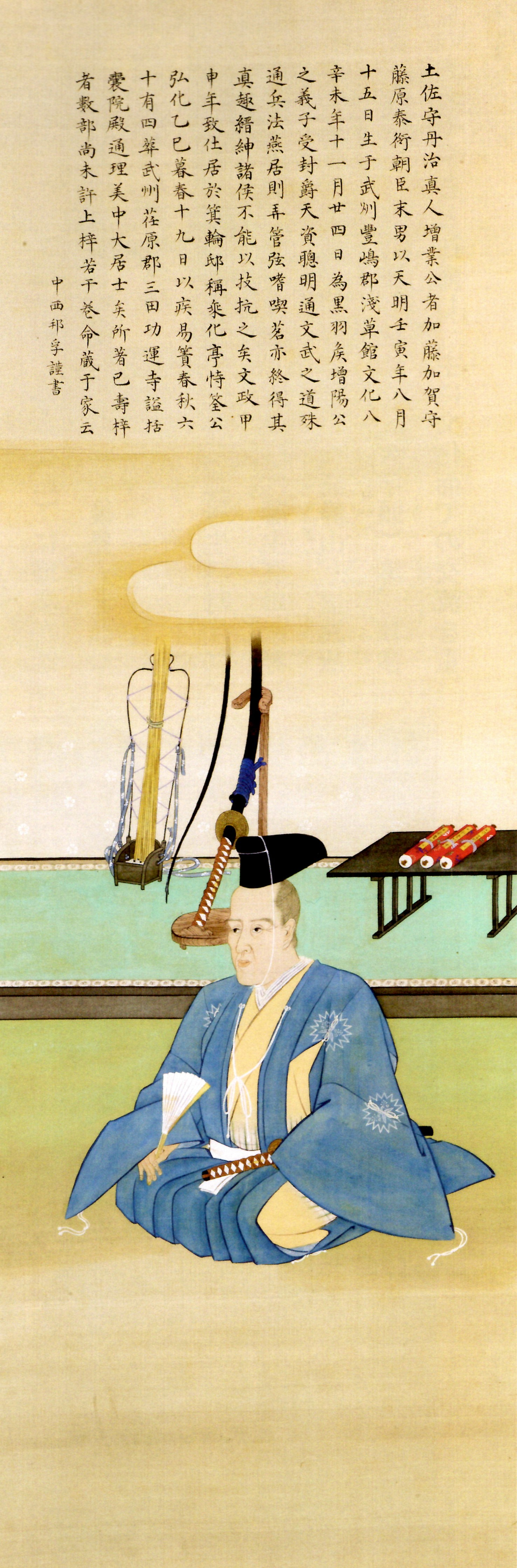
Одзэки Масунари, 11-й даймё Куробанэ-хана (1811—1824)
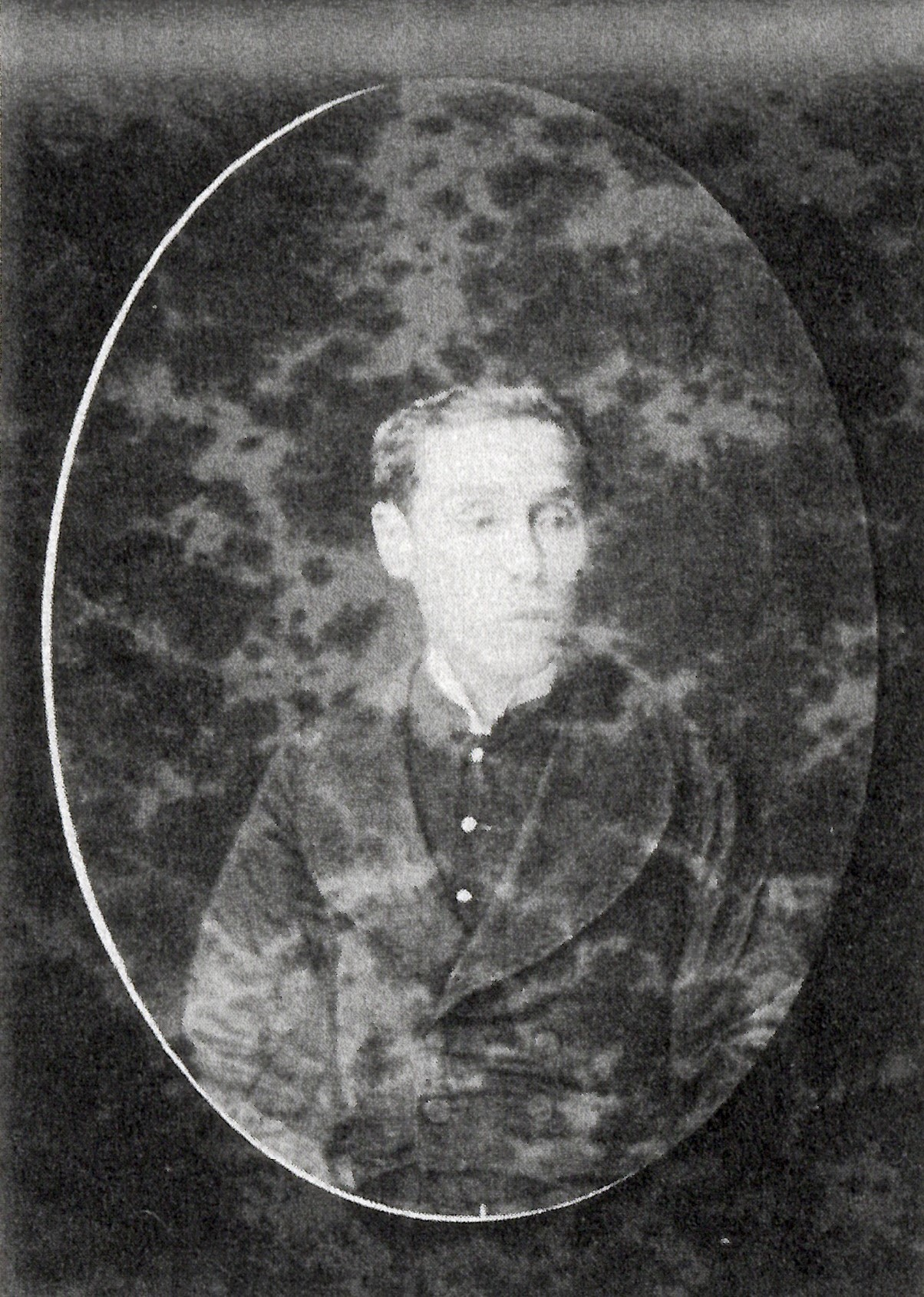
Одзэки Масуёси, 14-й даймё Куробанэ-хана (1856—1861)
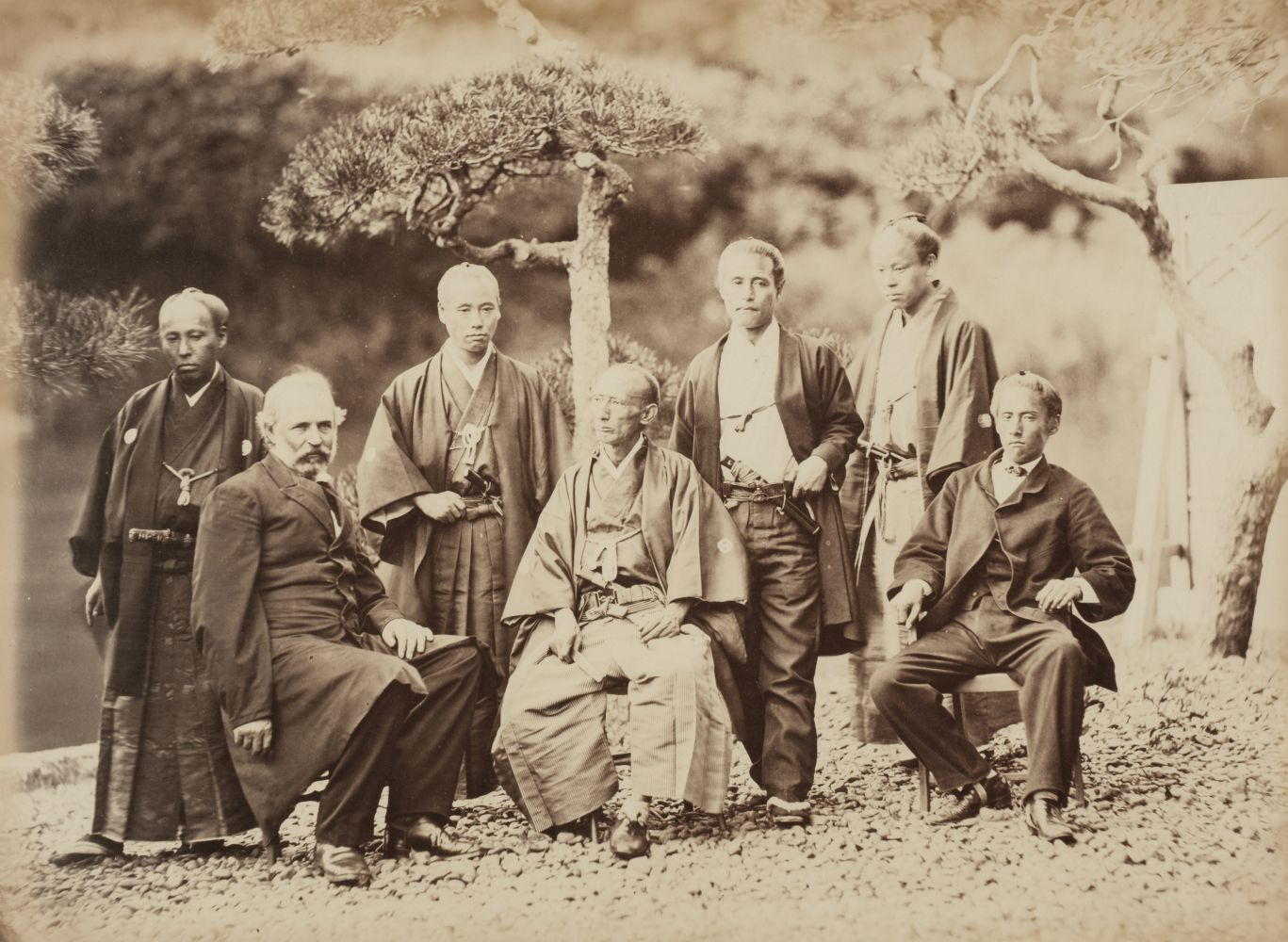
Крайний справа Одзэки Масухиро, 15-й даймё Куробанэ-хана (1861—1867)
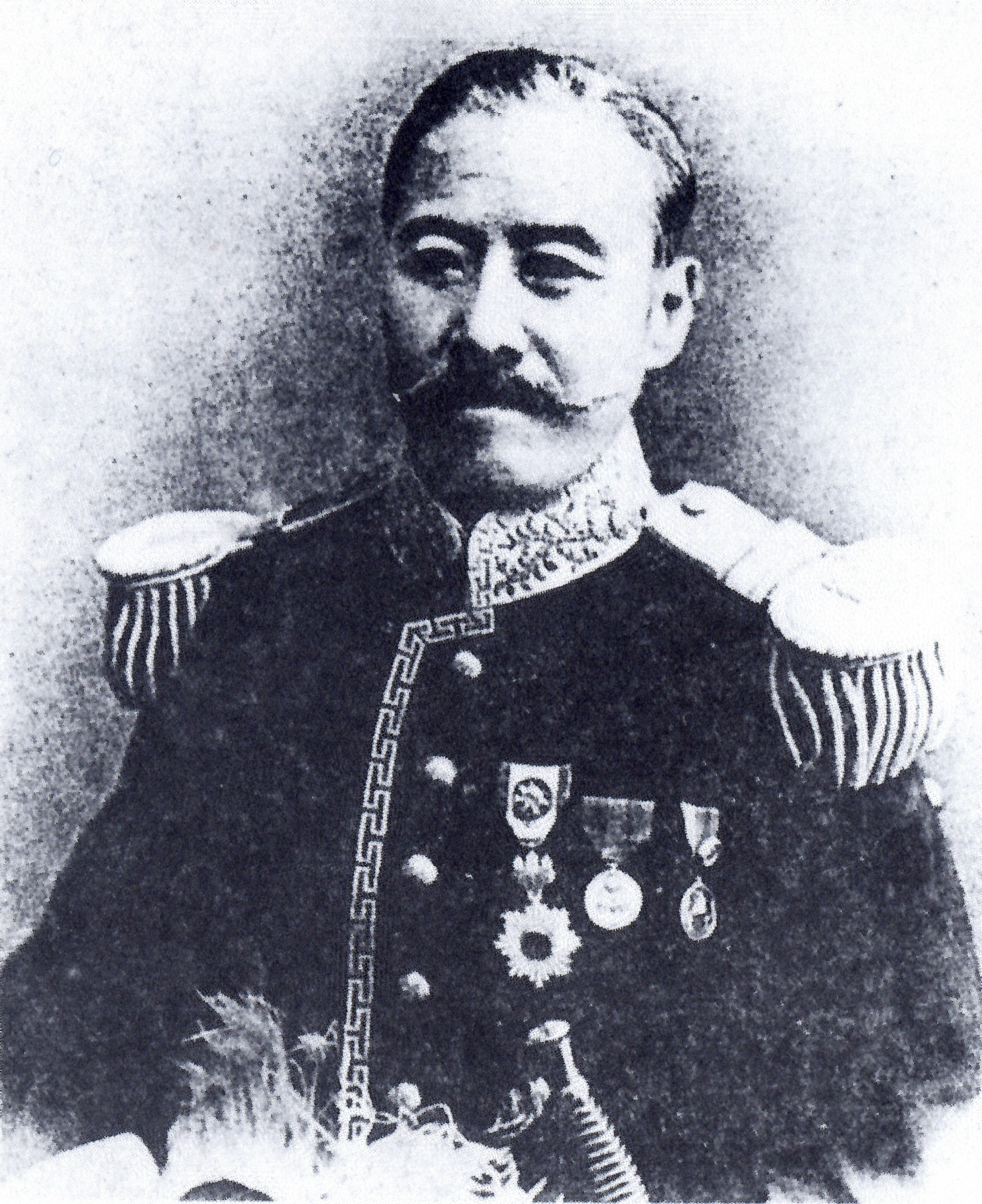
Одзэки Масутоси, последний (16-й) даймё Куробанэ-хана (1567—1871)